# Adenízia da Silva
Adenízia Ferreira da Silva (Ibiaí, 18 de diciembre de 1986) es una jugadora de voleibol de Brasil que juega para el Dentil Praia.

## Trayectoria

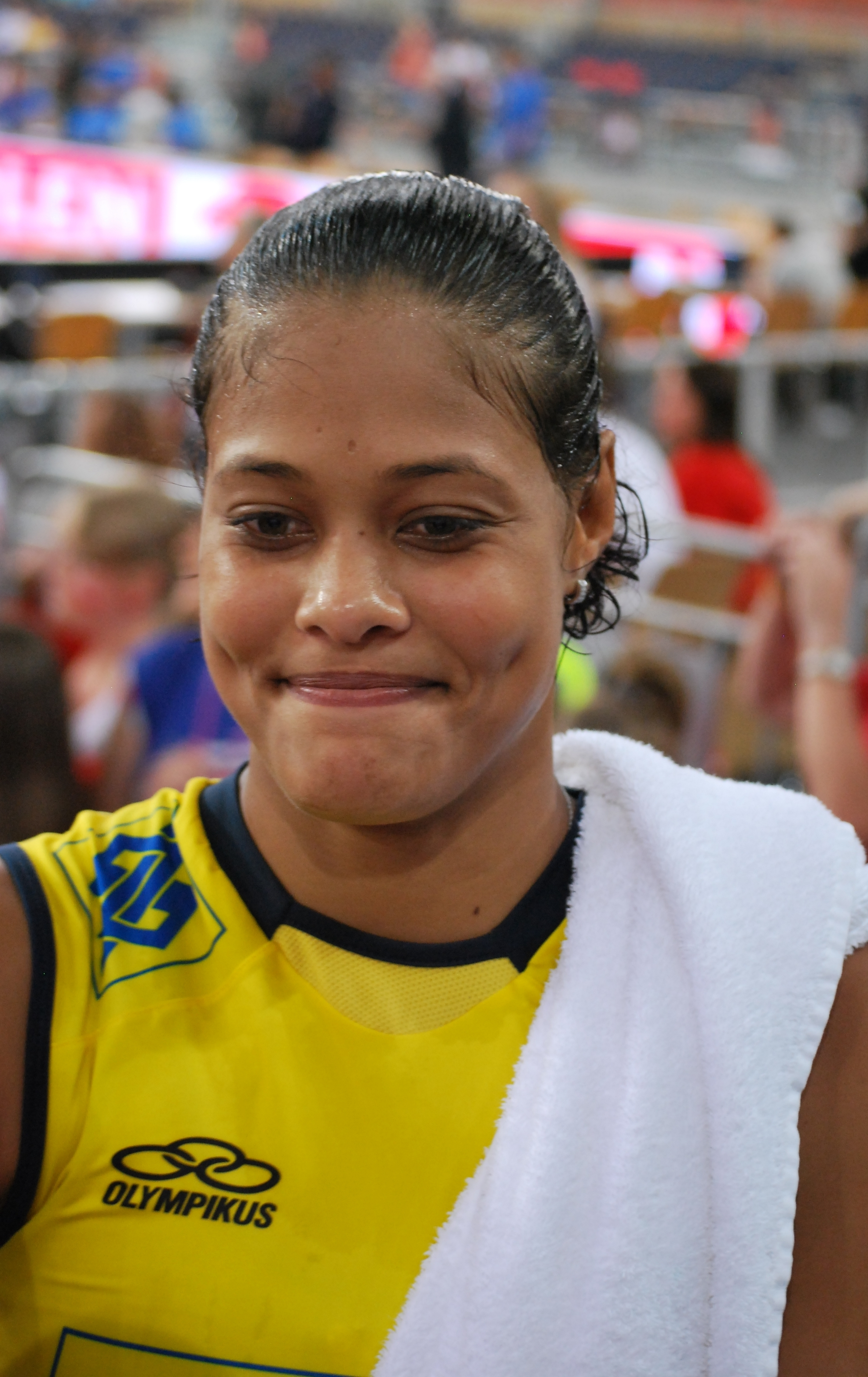
Adenicia en el Grand Prix disputado en Polonia.

Comenzó a jugar a los 11 años en el Clube Filadélfia. A los 13 se unió a su actual club, el Grêmio de Vôlei Osasco. Ganó la medalla de bronce y el premio a la "Mejor Bloqueadora" en la Copa Panamericana de Voleibol Femenino de 2005 celebrado en Santo Domingo, República Dominicana. Ganó el premio al "Mejor servicio" y la medalla de oro con su equipo en la Copa Final Four 2009 celebrada en Lima, Perú.
En la temporada 2009/2010 ganó con su equipo Osasco Voleibol Clube la Superliga brasileña de voleibol y en 2010 el campeonato Sudamericano. Ganó la medalla de bronce en el Campeonato Mundial de Clubes de la FIVB disputado en Doha, Catar con su equipo. También fue galardonada con el premio a la "Mejor Bloqueadora del torneo".
Jugando también con el Osasco ganó la medalla de oro en el Campeonato Mundial de Clubes de la FIVB de 2012 celebrado en Doha, Catar.

## Clubes
- Finasa/Osasco (2005–2009)
- Sollys/Osasco (2009–2011)
- Sollys/Nestlé (2011–2013)
- Molico/Osasco (2013–2016)

## Palmarés

### Equipo nacional

#### Senior
- Juegos Olímpicos de Londres 2012 –  Oro[11]
- Copa Mundial Champions Cup de Voleibol de 2009 –  Plata
- Grand Prix de Voleibol de 2009 –  Oro
- Campeonato Sudamericano de Voleibol Femenino de 2009 –  Oro
- Montreux Volley Masters (2009) –  Oro

#### Junior
- Campeonato Mundial de Voleibol sub-20 de 2005 –  Oro
- Copa Panamericana de Voleibol Femenino (2005) –  Bronce
- 2003 FIVB Girls Youth World Championship –  Bronce
- Campeonato Sudamericano de Voleibol Femenino Sub-18 –  Oro

### Clubes
- Superliga Brasileña 2007–2008 –  Subcampeona con el Finasa/Osasco.
- Salonpas Cup de 2008 -  Campeona con el Finasa/Osasco.
- Superliga Brasileña 2008–2009 –  Subcampeona con el Finasa/Osasco.
- Superliga Brasileña 2009–2010 –  Campeona con el Sollys/Osasco.
- Campeonato Mundial de Clubes de la FIVB de 2010 –  Subcampeona con el Sollys/Osasco.
- Campeonato Sudamericano de Voleibol Femenino por Clubes de 2010 –  Campeona con el Sollys/Osasco.
- Campeonato Mundial de Clubes de la FIVB de 2011 –  Tercer puesto con el Sollys/Nestle.
- Campeonato Mundial de Clubes de la FIVB de 2012 -  Campeona con el Sollys Nestlé Osasco.

### Individuales
- Mejor bloqueadora de la Copa Panamericana de Voleibol de 2005
- Mejor servicio de la Copa Final Four de 2009
- Mejor bloqueadora del Campeonato del Mundo de Clubes de 2011
- Mejor spiker del Campeonato Sudamericano de clubes de 2012